# دورهام (کالیفرنیا)
دورهام (به انگلیسی: Durham) یک منطقهٔ مسکونی در ایالات متحده آمریکا است که در شهرستان بیوت، کالیفرنیا واقع شده‌است. دورهام ۲۱۲٫۲۰۵ کیلومتر مربع مساحت و ۵٬۵۱۸ نفر جمعیت دارد و ۴۹ متر بالاتر از سطح دریا واقع شده‌است.